# Cambarus miltus
Cambarus miltus е вид ракообразно от семейство Cambaridae. Видът не е застрашен от изчезване.

## Разпространение и местообитание
Разпространен е в САЩ (Алабама и Флорида).
Обитава сладководни басейни и реки.